# Luzula campestris
Espèce
Luzula campestris, la Luzule champêtre, est une plante herbacée de la famille des Joncacées.
Elle pousse dans les pelouses. Sa floraison va de mars à juin en Europe tempérée.

## Liste des sous-espèces
Selon World Checklist of Selected Plant Families (WCSP) (4 mai 2013) :
- sous-espèce Luzula campestris subsp. campestris
- sous-espèce Luzula campestris subsp. nevadensis P.Monts. (1964)